# Ботов, Михаил Алексеевич
Михаи́л Алексе́евич Бо́тов (20 октября 1910 — 20 февраля 1975) — советский художник-мультипликатор, художник-постановщик и режиссёр-мультипликатор.

## Биография
Обучался в изостудии.

С 1937 — сотрудник киностудии «Союзмультфильм».

Участвовал в Великой Отечественной войне. Воевал в тяжёлой гаубичной артиллерии.

В 1953—1955 годах — художник-постановщик.
В 1956—1959 годах — сорежиссёр в группе Ивана Иванова-Вано.

С 1960 года — режиссёр, первые работы сделал совместно с Григорием Козловым.

## Фильмография

### Режиссёр
- 1956 — Двенадцать месяцев
- 1957 — В некотором царстве
- 1957 — Песня о дружбе
- 1959 — Приключения Буратино
- 1960 — Мук (Мультипликационный Крокодил) № 2
- 1961 — Мук (Мультипликационный Крокодил) № 6
- 1966 — Зайдите, пожалуйста!
- 1966 — Прогресс (по заказу Росторгрекламы)[4]
- 1966 — Чудесный источник (по заказу Росторгрекламы)[5]
- 1967 — С кем поведёшься
- 1968 — Чёрт попутал
- 1969 — Украденный месяц
- 1969 — Десять лет спустя
- 1970 — Обезьяна с острова Саругасима
- 1970 — Опасные искры (по заказу ГУПО)[6]
- 1971 — Без этого нельзя
- 1971 — Три банана

### Художник-постановщик
- 1953 — Лесной концерт
- 1954 — Мойдодыр
- 1955 — Храбрый заяц
- 1960 — Мук (Мультипликационный Крокодил) № 2

### Художник-мультипликатор
1. 1939 — Мойдодыр
2. 1939 — Дед Иван[7]
3. 1939 — Таёжные друзья[7]
4. 1940 — Ивась[7]
5. 1946 — Лиса и дрозд
6. 1946 — Павлиний хвост
7. 1947 — Квартет
8. 1947 — Конёк-Горбунок
9. 1948 — Чемпион
10. 1949 — Лев и заяц
11. 1949 — Полкан и Шавка
12. 1950 — Дудочка и кувшинчик
13. 1950 — Жёлтый аист
14. 1950 — Когда зажигаются ёлки
15. 1950 — Кто первый?
16. 1950 — Лиса-строитель
17. 1950 — Олень и волк
18. 1951 — Высокая горка
19. 1951 — Друзья-товарищи
20. 1951 — Лесные путешественники
21. 1952 — Валидуб
22. 1952 — Каштанка
23. 1952 — Сармико
24. 1952 — Снегурочка
25. 1953 — Братья Лю
26. 1953 — Волшебный магазин
27. 1953 — Ворона и лисица, кукушка и петух
28. 1953 — Непослушный котёнок
29. 1957 — Волк и семеро козлят
30. 1958 — Кошкин дом
31. 1960 — Мук (Мультипликационный Крокодил) № 2
32. 1962 — Зелёный змий
33. 1963 — Снежные дорожки
34. 1963 — Тараканище
35. 1964 — Дядя Стёпа — милиционер
36. 1964 — Левша
37. 1964 — Новый дом
38. 1965 — Картина
39. 1973 — Здоровье начинается дома

## Отзывы
По воспоминаниям Кирилла Малянтовича, на момент его прихода на студию «Союзмультфильм», Михаил Ботов был уже вторым режиссёром у «мэтров» мультипликации, в-основном, на этой должности, рисовавшим компоновки сцен для мультипликаторов. При необходимости сам брался за карандаш и делал мультипликационные сцены, как, например, морские сцены в «Левше». Был Ботов отличным мастером-универсалом, умевшим одинаково талантливо делать и игровые и динамические сцены. Будучи доброжелательным и малоречивым могучим крепким человеком, переносил свои собственные личные качества на выполняемые им мультипликационные сцены, получающиеся у него чёткими и основательными. Так вода и море у него изображались как тяжело катящиеся волны, а в предлагаемые художниками-постановщиками типажи он привносил могучую внешность и тяжёлую поступь. Так и не став окончательно режиссёром, Ботов, тем не менее, проработал на «Союзмультфильме» до самой пенсии.
Геннадий Новожилов также вспоминал о Ботове, как о неразговорчивом человеке, имевшем привычку говорить о себе в третьем лице.